# Thérèse Bonnelalbay
Thérèse Bonnelalbay, née le 23 juillet 1931 à Magalas et décédée le 16 février 1980 à Paris, est une artiste française créatrice d'art brut.

## Biographie
Née dans l’Hérault d’un père charbonnier, Thérèse Bonnelalbay part à l’âge de 19 ans s'installer à Marseille, où elle exerce le métier d'infirmière. Quelques années plus tard, en 1959, elle se marie avec Joseph Guglielmi, alors instituteur. Le couple se rend régulièrement aux réunions du parti communiste ; elle commence à dessiner en 1963 pendant les réunions du parti.
Elle a beaucoup peint dans les années 1960-1070.
En 1975, elle s'installe avec son mari et ses deux enfants à Ivry-sur-Seine.
Elle disparaît dans la nuit du 16 février 1980.
Son corps est retrouvé le 16 mars 1980 dans le 16e arrondissement de Paris, au niveau de l'écluse de Suresnes, dans le bois de Boulogne ; son décès paraît remonter à trois semaines.
Son mari est mort lui en 2017.
Sa fille possède une partie de sa collection.

## Œuvre
Les dessins de Thérèse Bonnelalbay tracent une forme d'alphabet constitué de griffures. Dans une première période, ses dessins sont assez figuratifs et évoquent des profils et des formes végétales. Constitués des mêmes éléments de base, ils deviennent ensuite de plus en plus abstraits.
Ses œuvres, appréciées de Jean Dubuffet, sont notamment conservées dans la Collection de l’art brut à Lausanne, à la Fabuloserie à Dicy, au LaM de Villeneuve d'Ascq et dans la Collection Sainte-Anne gérée par le Centre d'Étude de l'Expression.
Des expositions lui sont dédiées marginalement depuis la première moitié des années 2010puis régulièrement depuis la seconde moitié,,,,,,et hebdomadairement dans les années 2020,et aussi à l'étranger.
Une exposition virtuelle lui est pour partie également consacrée depuis 2018.